# Torneo de Reservas de Chile
El Torneo de Reservas de Chile fue una competición de fútbol oficial reservada para jugadores suplentes de los equipos de la Primera División.

## Historia
La competición se disputó ininterrumpidamente entre 1933 y 1979, y retornó (brevemente) en 2005.

## Campeones
| Año  | Campeón              | Subcampeón           |
| ---- | -------------------- | -------------------- |
| 1946 | Santiago Wanderers   | Colo-Colo            |
| 1948 | Everton              | Magallanes           |
| 1949 | Everton              | Santiago Wanderers   |
| 1950 | Audax Italiano       |                      |
| 1951 | Universidad Católica | Colo-Colo            |
| 1952 | Audax Italiano       | Universidad Católica |
| 1955 | Palestino            |                      |
| 1958 | Colo-Colo            |                      |
| 1963 | Audax Italiano       | Magallanes           |
| 1964 | Universidad Católica |                      |
| 1965 | Universidad Católica | Colo-Colo            |
| 1966 | Universidad Católica |                      |
| 1967 | Universidad Católica | Universidad de Chile |
| 1981 | Colo-Colo            |                      |
| 2005 | Colo-Colo            |                      |

## Récords
| Tetracampeonatos | Tetracampeonatos     | Tetracampeonatos | Tetracampeonatos        |
| Campeonatos      | Club                 | Veces            | Años campeón            |
| ---------------- | -------------------- | ---------------- | ----------------------- |
|                  | Universidad Católica | 1                | 1964, 1965, 1966 y 1967 |